# Prix Nine-Choucroun
Le prix Nine-Choucroun a été créé en décembre 1980 par les héritiers de Nine Choucroun, collaboratrice de Jean Perrin et directrice de recherche à l'Institut de biologie physico-chimique. Elle avait souhaité encourager les jeunes chercheurs à la recherche dans le domaine de la biologie physico-chimique.

## Organisation du prix
Ce prix est décerné sous les auspices de l'Institut de biologie physico-chimique et de la Fondation Edmond de Rothschild pour le développement de la recherche scientifique. Il s'adresse à de jeunes chercheurs travaillant dans le domaine de la biologie physico-chimique et ayant obtenu leur doctorat. La valeur du prix pour l'année 2008 est de 5 000 €.
Le prix est décerné par un jury largement extérieur à l'Institut de biologie physico-chimique et récompense des travaux dans des domaines très divers : chimie théorique, physico-chimie des membranes et des acides nucléiques, biologie moléculaire des procaryotes et des eucaryotes, développement, biologie cellulaire.
En 2010, le prix Nine-Choucroun devient le prix Nine-Choucroun-Fondation Edmond de Rothschild et est attribué en alternance avec le prix Pierre-Gilles de Gennes.

## Palmarès du prix

### 1995
- Fatima Boubrick, laboratoire de physiologie bactérienne de l'IBPC, pour ses travaux sur le rôle de la protéine de type histone HU dans les processus de recombinaison et de réparation de l'ADN.
- Fabrice Rappaport, service de photosynthèse de l'IBPC, pour ses travaux sur le mécanisme de formation de l'oxygène dans l'appareil photosynthétique.

### 1996
- Cécile Breyton, service de biophysique membranaire de l'IBPC, pour ses travaux : contribution à l'étude structurale et fonctionnelle du complexe cytochrome b6f de chaîne photosynthétique de Chlamydomonas reinhardtii.
- Anne Lebrun, service de biochimie théorique de l'IBPC, pour ses travaux sur les études des déformations conformationnelles de l'ADN et leur implications lors de la reconnaissance des séquences cibles par des protéines.

### 1998
- Daniel Riveline, Institut Weizmann, Rehovot, Israël (coopération au service national) pour ses travaux sur l'étude du filament d'actine et du moteur actine-myosine sous l'action de forces extérieures.
- Carine Tisne, laboratoire de RMN, Institut Pasteur, Paris, pour ses travaux sur l'étude par RMN et modélisation moléculaire des sites kB de VIH-1 qui fixent le facteur de transcription NF-kB.

### 2000
- Éric Fermandez-Bellot, Laboratoire hérédité structurale, CGM-CNRS, Gif-sur-Yvette, pour ses travaux sur l'étude du prion de levure (URE3).
- Laurent Lacroix, groupe de biophysique, École polytechnique, Palaiseau, pour ses travaux sur l'étude du repliement d'acides nucléiques riches en cytosines : du contrôle artificiel de l'expression des gènes à la reconnaissance des protéines cellulaires.

### 2001
- Benoît Ladoux, laboratoire de biorhéologie et d'hydrodynamique physico-chimique - UMR 7057, Université Paris VII, pour ses travaux : Étude par vidéomicroscopie de fluorescence de molécules individuelles d'intérêt biologique en interaction.
- Antonin Morillon, laboratoire de régulation de l'expression génétique chez les microorganismes - UPR 9073, Institut de biologie physico-chimique, pour ses travaux : Analyse du promoteur du retrotransposon Ty1 et de sa régulation par le stress chez S. cerevisiae.

### 2002
- Matthieu Piel, Institut Curie, biologie du cycle cellulaire et de la motilité, pour ses travaux sur le centrosome des cellules de vertébrés.

### 2003
- Fabien Ferrage, département de chimie, École normale supérieure, pour ses travaux : Nouveaux outils en résonance magnétique nucléaire : étude des propriétés structurales et dynamiques des biomolécules à très basse ou très haute résolution.
- David Stroebel, physico-chimie moléculaire des membranes biologiques, UMR 7099, CNRS – Université Paris VII, institut de biologie physico-chimique, pour ses travaux : Détermination de la structure du complexe du cytochrome b6f.

### 2004
- Gwénaël Rabut, laboratoire européen de biologie moléculaire de Heidelberg, pour son travail sur l'étude des différents aspects de la dynamique de l'organisation de pores nucléaires au cours du cycle cellulaire.
- Yann Marcy, unité de physico-chimie de l'Institut Curie pour avoir réalisé la première mesure directe des forces produites par la polymérisation d'actine, étape importante de la migration cellulaire, et caractérisé un type de mouvement qui en résulte, la propulsion.

### 2005
- Manuela Zoonens, physico-chimie moléculaire des membranes biologiques, UMR 7099 CNRS – Université Paris VII, institut de biologie physico-chimique, pour ses travaux : les polymères amphiphiles : nouvelle approche pour l'étude des protéines membranaires par RMN.

### 2006
- Fanny Pilot, laboratoire de biologie moléculaire de la cellule, École normale supérieure de Lyon - pour son travail de recherche dans le domaine du développement précoce de la Drosophile. Elle a développé  une nouvelle approche combinant une analyse fine du transcriptome (pour identifier des gènes spécifiquement induits dans la période de cellularisation) et une étude fonctionnelle de ces gènes. Fanny Pilot a identifié bon nombre de nouveaux gènes, et les deux qu’elle a étudié ont apporté une toute nouvelle lumière sur les aspects moteurs de la cellularisation et les mécanismes moléculaires sous-jacents
- Manuel Thery, CEA Grenoble, laboratoire Biopuces - pour son travail de recherche sur le problème de la géométrie de la division cellulaire, l’un des paramètres importants des processus de morphogénèse. Il a mis au point un système in vitro de cellule isolée, placées sur des surfaces présentant des contraintes physiques définies, en particulier des contraintes adhésives.

### 2008
- Pierre Neveu, pour sa thèse effectuée en cotutelle au laboratoire de physique statistique et au département de chimie de l'École normale supérieure de Paris, sous la direction de David Bensimon et de Ludovic Jullien, sur le sujet : développement de facteurs de régulation photoactivables.

### 2011
- Démosthène Mitrossilis, pour sa thèse effectuée au Laboratoire Matière et Systèmes Complexes (UMR 7057 Paris 7 / CNRS), sur le sujet « Mécanosensibilité cellulaire : réponse en temps réel à la rigidité ».
- Loïc Salmon, de l'Institut de biologie structurale de Grenoble – pour sa thèse « le désordre conformationnel des protéines observé par résonance magnétique nucléaire ».

### 2013
- Kevin Ho Wan, pour sa thèse de science de l’université Denis-Diderot (Paris, France) intitulée Étude de l’initiation du processus de réparation de l’ADN couplée à la transcription par pinces magnétiques. Travaux réalisés sous la supervision du Dr Térence Strick dans l’équipe Nanomanipulation de biomolécules à l’Institut Jacques-Monod, UMR 7592/CNRS/Université Denis-Diderot.